# Leto II Atreides
Leto II Atreides è un personaggio del fantascientifico Ciclo di Dune, presentato per la prima volta nel romanzo I figli di Dune e protagonista del seguito L'imperatore-dio di Dune, scritti da Frank Herbert.

## Storia
Leto è figlio di Paul Atreides, lo Kwisatz Haderach, e di Chani Kynes. Ha una sorella gemella di nome Ghanima ed è nipote del duca Leto I Atreides, dal quale ha preso il nome.
Accetta di entrare in simbiosi con la trota della sabbia del pianeta Arrakis, cosa che lo trasforma progressivamente in un essere fisicamente molto simile al temibile verme delle sabbie, allo scopo di ripristinare la vegetazione del pianeta e condurre l'universo verso la Via Aurea e scongiurare l'estinzione dell'umanità. In tal modo Leto acquisisce una prospettiva di vita lunghissima. Il suo regno dura 3500 anni, durante i quali impone una pace forzata all'umanità, la Pace di Leto, destinata a far comprendere agli uomini che le pulsioni umane sono spinte verso la guerra e il caos, nonostante le credenze popolari.
Il suo esercito personale, le Ittiointerpreti, è formato unicamente da donne ed è comandato dai ghola (creature clonate con un processo di ingegneria genetica) di Duncan Idaho, costanti compagni d'avventura di Leto durante i millenni. Questi Ghola sono utilizzati dall'Imperatore-dio per cercare di far nascere in loro un comportamento particolare. La maggior parte di loro finisce per farsi ammazzare (talvolta da Leto), o muore di vecchiaia senza mai riuscirvi.
Leto viene ucciso dall'ittiointerprete Nayla, tramite un piano organizzato dal ghola Duncan Idaho e da Siona, una discendente degli Atreides a lui imparentata. L'Imperatore-Dio tuttavia aveva previsto questa fine grazie alla sua Preveggenza. Ne consegue una fuga conosciuta con il nome di Grande Dispersione: l'umanità, liberata finalmente dal tiranno, comincia a popolare pianeti e sistemi lontani, realizzando così la Via Aurea progettata da Leto.
Lascia dietro di sé innumerevoli scorte di spezia melange che permettono di riprendere il ciclo naturale di Dune: il pianeta è convertito in un ambiente fertile e la morte di Leto consente anche la creazione di nuove trote delle sabbie, che permettono di gettare le basi di un nuovo ciclo per i vermi, ciascuno dei quali possiede una perla della coscienza dell'Imperatore-Dio.